# The Warrior's Code
Albums de Dropkick Murphys
Blackout The Meanest of Times
The Warrior's Code est le cinquième album studio du groupe Dropkick Murphys. Sorti en juin 2005, c'est l'album du groupe qui s'est le mieux vendu.[réf. nécessaire] Il contient une dédicace pour le boxeur professionnel Irish Micky Ward.
Your spirit's alive fut écrit pour l'ami proche du groupe Greg « Chickenman » Riley, qui mourut dans un accident de moto en 2005. The Warrior's Code est à propos du boxeur « Irish » Micky Ward originaire de Lowell (Massachusetts). Captain Kelly's Kitchen est encore un autre arrangement traditionnel fait par le groupe. Les paroles de I'm Shipping Up to Boston sont tirées de paroles non publiées de Woody Guthrie, compositeur américain des années 1940-1950 qui écrivait des ballades pour enfants et des chansons folk, et racontent l'histoire d'un marin cherchant sa jambe de bois à Boston. Wicked Sensitive Crew est une réponse aux critiques qui reprochent au groupe de glorifier la violence et leur image de durs à cuire. Last Letter Home est une correspondance entre le sergent Andrew Farrar, parti faire la guerre en Irak, et sa famille. Tessie est une reprise de la chanson de ralliement de l'équipe des Boston Red Sox.

## Titres
1. Your Spirit's Alive – 2:21
2. The Warrior's Code – 2:30
3. Captain Kelly's Kitchen (reprise de Courtin' in the Kitchen, traditionnel) – 2:48
4. The Walking Dead – 2:07
5. Sunshine Highway – 3:22
6. Wicked Sensitive Crew – 2:59
7. The Burden – 2:55
8. Citizen C.I.A. – 1:28
9. The Green Fields of France (reprise de Eric Bogle) – 4:46
10. Take It and Run – 2:44
11. I'm Shipping Up To Boston – 2:34
12. The Auld Triangle (reprise de Brendan Behan) – 2:41
13. Last Letter Home – 3:32
14. Tessie (piste bonus) – 4:15
15. Hatebomb (piste bonus de l'édition à destination du Japon) - 1:12